# Бранко Ћурчић (писац)
Бранко Ћурчић српски је писац, рођен 1980. године у Сомбору.

## Биографија
Ћурчић је рођен у Сомбору 1980. године где је завршио основну школу и Гимназију Вељко Петровић. Дипломирао је на Катедри за општу књижевност и теорију књижевности Филолошког факултета у Београду. Уредник је листа за културу Аванград који излази од маја 2009. године. Живи у Сомбору. Заступљене приче у часописима Акт, Емитор, Погоник, Трећи Трг, Улазница, Град, Балкански књижевни гласник, Луча, Северни бункер, Знак, Кораци, Прича (Плејлиста с почетка века); књигама прича Најбоље приче из реда за визе (издавач: Пакт за југоисточну Европу, 2006), Градске приче 4 – Воденица (Арт-анима и недељник Град, 2009), Црте и резе 2 (Ресавска библиотека, 2009), Пуцања (Службени гласник, 2012); пројекту београдског СКЦ-а Реч у простору 2008. Члан је Српског књижевног друштва

## Награде и признања
- Добитник је награде "Ђура Ђуканов" Народне библиотеке "Јован Поповић" из Кикинде за збирку прича Ветрењача за 2005. годину.[4]
- Године 2013. је добио прву награде Бал у Елемиру.[5]
- Роман Из мрака се нашао у ужем избору за НИН-ову награду за 2021. годину.[6]